# Yico Zeng
Vico Zeng (chino: 曾 轶 可 Zeng Yike), es una cantante china.

## Biografía
Nació el 3 de enero de 1990 en Changde, provincia de Hunan. 

## Carrera
Fue finalista en un programa de televisión para talentos llamado "Super Show en 2009". Más adelante, en ese año, el 18 de diciembre de 2009, fue lanzado su primer álbum "Forever Road". 
El primer tema musical que estrenó fue "Leo" (chino: 狮子 座), una canción lanzada en 2002, aunque fue acusada de plagio. Zeng sin embargo negó la acusación, asegurando que todas sus canciones eran originales. En 2010, participó en una película titulada " Love Announcement" (Chinese: 恋爱通告).

## Discografía

### Singles
- 《你是我最好的朋友》 （"You are my best friend"）
- 《还能孩子多久》 （"How long can I be a child"）
- 《最天使》 （"My best angel"）
- 《狮子座》 （"Leo"）
- 《No tomorrow》
- 《Good night》
- 《景》 （"The scene"）
- 《白色秋天》 （"White autumn"）
- 《多余的流星》 （"Redundant meteor"）
- 《The princess in another world》
- 《等你回来》 （"Wait for you"）
- 《勇敢一点》 （"Be brave"）
- 《视觉系》 （"The visual"）[1]

### Álbumes
- 《Forever Road 》（2009）
- 《一只猫的旅行Forever 21》 （2011）[2]

## Filmografía

### Películas y televisión
- Film: 《恋爱通告》 （《Love Announcement》）
- Teleplay: 《夏日甜心》 （《Summer Sweetheart》）[2]

### Apariciones en programas de varidades
| Año  | Programa   | Notas    |
| ---- | ---------- | -------- |
| 2019 | Happy Camp | invitada |

## Premios
- 2009: The most popular super girl awarded by Tianya
- 2010: Top Chinese Music Chart Awards- The most popular media attention new star
- 2010：Baidu Entertainment Boiling Point-The yearly top 10 hottest song for 《Leo》
- 2010：Beijing Popular Music-The yearly best creative new star
- 2010：The 14th Global Chinese List-The best new star in mainland[2]